# Walenty Żebrowski
Walenty Żebrowski OFM, właśc. Antoni Żebrowski (ur. w Lubawie, zm. 15 maja 1765 w Kaliszu) – polski bernardyn, brat laik, malarz i polichromista.
Walenty Żebrowski w 1738 w Poznaniu kończył nowicjat. 
W 1733 i 1749 był notowany w poznańskim konwencie jako twórca niezachowanych obrazów ołtarzowych dla kościoła Bernardynów w Poznaniu. Był twórcą powstałych w połowie XVIII w. monumentalnych, rozbudowanych w programie treściowym malowideł ściennych w kościołach klasztornych bernardynów we Wschowie (1745), w Warcie (1748–1750), w kościele św. Anny w Warszawie (1750–1753), w Skępem (1753–1755 ?), w kościele Nawiedzenia Najświętszej Maryi Panny w Kaliszu (1760–1762) i w Ostrołęce (1762–1765).
Artysta realizował bogaty i zawiły program ikonograﬁczny, który przygotowywali fundatorzy i duchowieństwo klasztorne i dlatego obok wątków religijnych natury ogólnej pojawiało się szereg scen z życia świętych franciszkanów. Trzykrotnie w grupę malowanych franciszkanów wkomponował postać zakonnika siedzącego przy sztalugach z paletą w ręku.